# Miguel Soler
Miguel Soler, argentinski general, * 7. maj 1783, † 23. september 1849.